# Siegmund Hahn

Siegmund Hahn, Begründer der Wasserheilkunde in Deutschland

Johann Siegmund Hahn (* 23. November 1664 in Schweidnitz, Herzogtum Schweidnitz; † 6. Oktober 1742 ebenda), Doktor der Medizin, praktischer Arzt und Stadtphysicus zu Schweidnitz war Begründer der Wasserheilkunde in Deutschland. Später wurde er Leibarzt des polnischen Thronfolgers Prinz Jakob Sobieski.

## Leben
Siegmund Hahn nahm sich der Hydrotherapie an und wurde zum Lehrer seiner zwei Söhne Johann Gottfried und Johann Siegmund Hahn, die beide später selbst bekannte Ärzte („Wasserhähne“) wurden.
Er, der Vater, ist der eigentliche Begründer sowohl der naturheilkundlichen als auch der wissenschaftlichen Hydrotherapie in Deutschland. Schon 1732 veröffentlichte er sein erstes Buch Der Perswälder Gesundbrunnen – gemeint ist Peterswaldau im niederschlesischen Landkreis Reichenbach (Eulengebirge) – und warb darin für die Anerkennung und Verbreitung der Kaltwasserkur in Deutschland. 1737 erschien seine wiederaufgelegte Schrift Psychrolusia vetus renovata, jam recocta, durch die letztlich sein jüngerer Sohn Johann Siegmund später zur Abfassung seines eigenen „Wasserbuches“ angeregt wurde (Mit „Psychrolusia“ bezeichnete Hahn das Kalt-Baden und Kalt-Trinken).

## Familie
Johann Siegmund Hahn (der Ältere) heiratete 1692 in erster Ehe Katharina Sophia Grass, die bereits 1694 gleich oder bald nach der Geburt ihres Sohnes starb. Im Folgejahr 1695 heiratete er in zweiter Ehe Maria Susanna Franz. Aus den Ehen gingen mindestens zwei Söhne hervor:
- Johann Gottfried von Hahn (1694–1753), Arzt und Medizinalrat in Breslau
- Johann Siegmund Hahn (1696–1773), Arzt und Stadtphysikus in Schweidnitz, Mitbegründer der Wassertherapie in Deutschland

Sein Enkel war Johann Friedrich von Hahn (1725–1786), Arzt in Breslau.